# Peter Lérant
Peter Lérant (ur. 10 stycznia 1977 w Komárnie) – słowacki piłkarz, grający jako obrońca.

## Sukcesy
- 2000 Mistrzostwa Europy U-21 - 4. miejsce (Słowacja U-21)
- 2001/2002 Puchar Austrii (Grazer AK)
- 2004/2005 Puchar Chorwacji (HNK Rijeka)
- 2005/2006 Puchar Chorwacji (HNK Rijeka)